# Ночь на Лысой горе

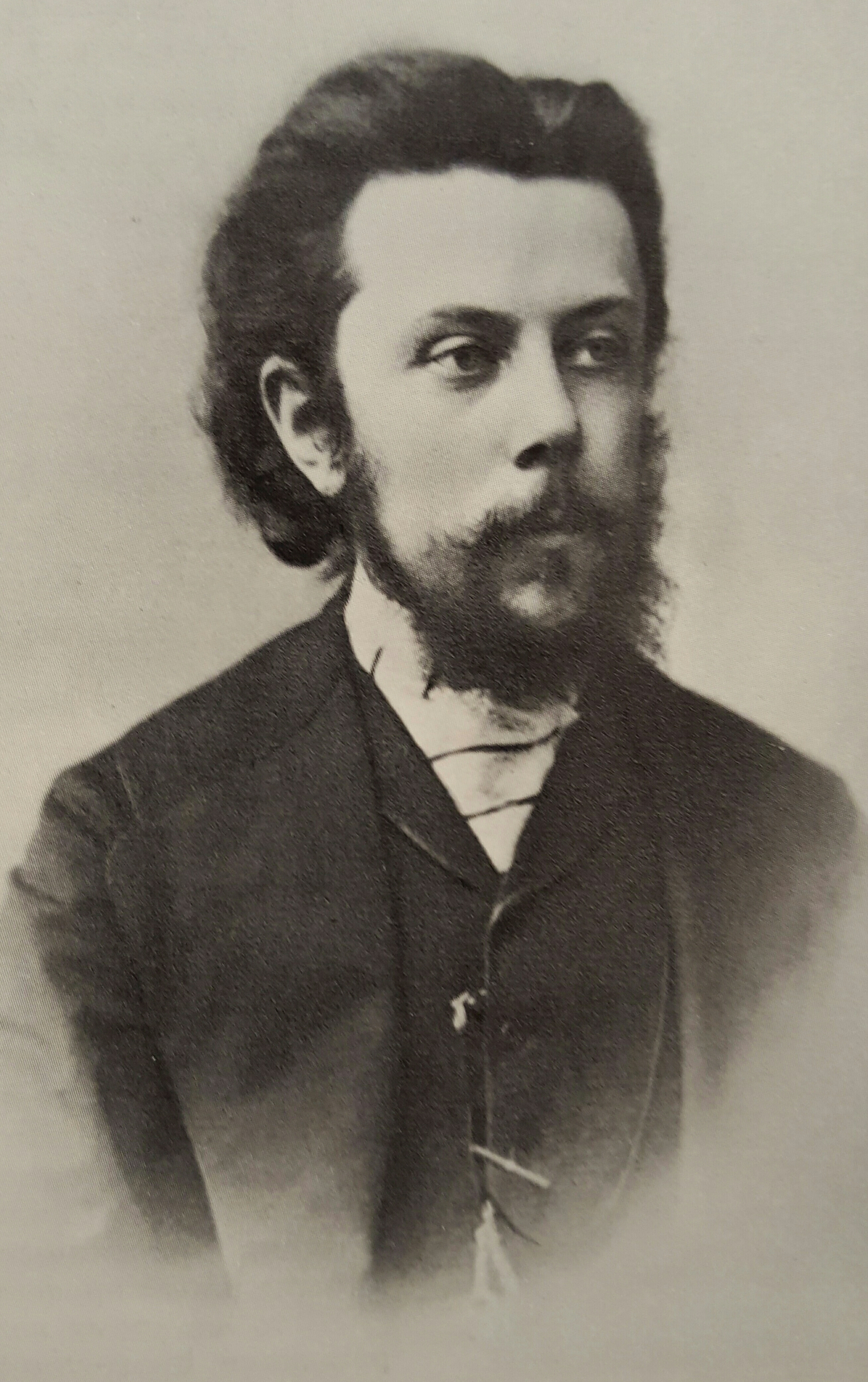
М. П. Мусоргский, 1865

Ночь на Лысой горе (авторское название — «Иванова ночь на Лысой горе») — программное сочинение для оркестра (симфоническая картина) М. П. Мусоргского. Написано в 1867 г., впервые издано в 1886 г. в редакции Н. А. Римского-Корсакова.

## История создания
Тематика колдовства, дьявольской фантастики рано заинтересовала Мусоргского: ещё в 1858 г. он планировал создание оперы по произведению Н. В. Гоголя «Вечер накануне Ивана Купала». Два года спустя композитором проектируется сочинение по мотивам из драмы Менгдена «Ведьма», сюжет которого в основных чертах уже близок окончательной программе «Ночи на Лысой горе». В письме М. А. Балакиреву от 26 сентября 1860 года Мусоргский перечисляет основные части либретто: «…шабаш ведьм, отдельные эпизоды колдунов, торжественный марш всей этой дряни, финал …»
Весной 1866 г., находясь под впечатлением только что опубликованной книги М. С. Хотинского о чародействе, композитор сообщает Балакиреву: «Ведьм начал набрасывать, … Поезд Сатаны меня не удовлетворяет ещё». А через 4 месяца: «Жажду потолковать с Вами о „Ведьмах“». Следовательно, скорому созданию беловой партитуры предшествовал ряд этапов; образы созревали постепенно, в течение нескольких лет.
Завершив партитуру 23 июня, Мусоргский делится радостью с Римским-Корсаковым, подробно излагает программу музыкальной картины, особенности её замысла. «План и форма сочинения довольно самобытны… Форма разбросанных вариаций и перекличек, думаю, самая подходящая к подобной кутерьме. Общий характер вещи жаркий, длиннот нет, связи плотны, без немецких подходов» (под «немецкими подходами», вероятно, имеется в виду обстоятельная мотивно-тематическая разработка материала, присущая немецким и австрийским классикам).
В письме к В. В. Никольскому от 12 июля 1867 г. Модест Петрович пишет, что «… для меня важная статья — верное воспроизведение народной фантазии. … Я вижу в моей греховной шалости самобытное русское произведение, не навеянное германским глубокомыслием и рутиной, а … вылившееся на родных полях и вскормленное русским хлебом».

## Музыка

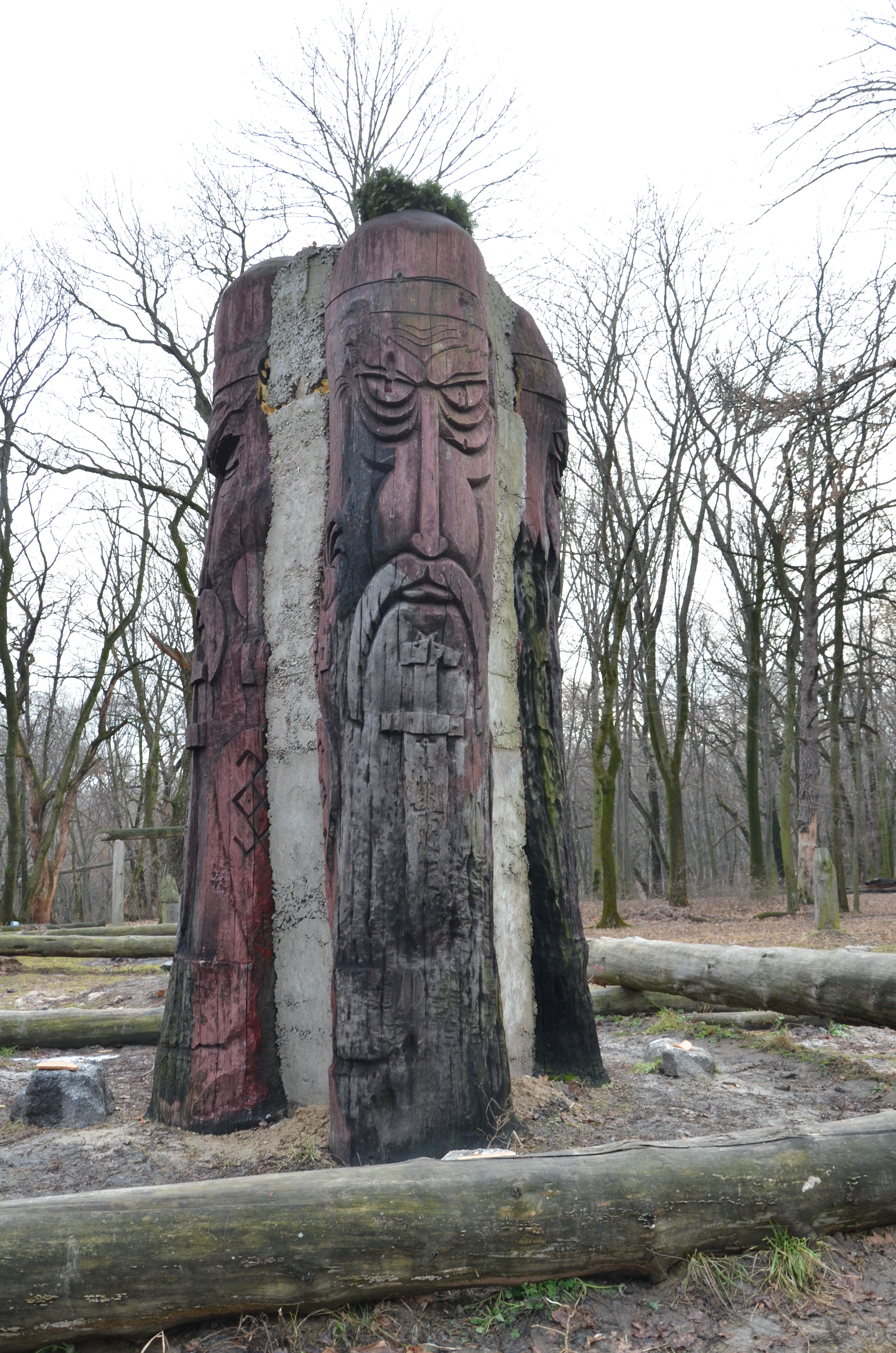
Лысая гора (Киев)

«Ночь на Лысой горе» — это колоритная картина «шабаша духов тьмы» и «величания Чернобога».
По мнению М. Д. Сабининой, композитор был вправе считать «Ночь…» российски самобытной. Необыкновенно яркий и свежий тематизм развивается необычными, неизвестными музыке XIX в. приёмами. Это не просто «разбросанные вариации», но лавина мотивов-вариантов, которые, кроме тональности, тембра и фактуры, непрерывно меняют свои контуры и ритм, порядок чередования. Ещё интродукция содержит комплекс мотивных элементов, развиваемых впоследствии: громкие, сверлящие триоли струнных, трели большой и малой флейт, угловатые шаги в низком регистре, стремительные взлёты к «чужому» для избранного лада звуку ми-бемоль.
Явлению «роковой» темы тромбонов и тубы сопутствуют малосекундовое остинатное долбление восьмыми, визгливые хроматизированные пассажи. Новая, плясовая, тема, долго развиваемая, сразу подвергается интенсивному варьированию, а затем становится рефреном произведения.
Согласно программе, начальный раздел рисует Сбор ведьм, их сплетни и толки, второй — Поезд Сатаны. Тут, помимо марша, в котором Мусоргский старался избежать маршеобразных клише, мы находим мотивы, знакомые по первому разделу, в том числе взвизги деревянных, трели, долбления и т. д.; потом возникает ещё одна самостоятельная тема плясового характера.
Поганая Слава Сатане свободно комбинирует темы предыдущих разделов. Наиболее новы целотонные гаммы крупными длительностями, расходящиеся в разные стороны, а также непосредственное сопоставление тетрахордов целотонных, диатонических и хроматических.
В Шабаше поначалу господствуют упорные повторения серии вариантов первой плясовой темы, а итоговая кульминация построена на встречном целотонном движении оркестровых групп и осколках ритмически сжатой «роковой» темы, оглушительными (в 4 форте) аккордами, выкрикиваемыми всей массой деревянных.
Для «Сорочинской ярмарки» Мусоргский сочинил два первых акта, а также для третьего акта несколько сцен: Сон Парубка (где использовал музыку симфонической фантазии «Ночь на Лысой горе», сделанную ранее для неосуществленной коллективной работы — оперы-балета «Млада»).

## Другие произведения на эту тему
- Ночь на Лысой горе (мультфильм, 1933) (фр. Une nuit sur le mont chauve) — французский мультфильм режиссёра русского происхождения А. А. Алексеева на музыку М. П. Мусоргского.
- Мультфильм «Ночь на Лысой горе» студия Союзмультфильм, 1998 г. Режиссёр: Галина Шакицкая.
- Балеты «Ночь на Лысой горе», А. А. Горский 1918, Ф. В. Лопухов 1924, Бронислава Нижинская 1924, Р. В. Захаров 1951, Игорь Моисеев 1984/85.

- Н. К. Рерих Эскиз декораций для постановки сценической фантазии М. П. Мусоргского «Ночь на Лысой горе» 1916